# Amiran Shavadze
Amiran Shavadze (in georgiano ამირან შავაძე?; 22 settembre 1993) è un lottatore georgiano, specializzato nella lotta greco-romana.

## Palmarès
- Europei

Roma 2020: bronzo nei 60 kg.